# Padegan-e Hawaniruz
Padegan-e Hawaniruz - duża miejscowość będąca osiedlem wojskowym. Leży ona w zachodnim Iranie, w ostanie Kermanszah. W 2006 roku miejscowość liczyła 2069 osób w 539 rodzinach.